# Nick Fradiani
Nicholas James Fradiani Jr., más conocido como Nick Fradiani (n. Guilford, Connecticut; 15 de noviembre de 1985), es un cantante de pop estadounidense que obtuvo fama al ganar la decimocuarta temporada del reality estadounidense American Idol.

## Biografía
Nicholas James Fradiani Jr. nació el 15 de noviembre de 1986 en Guilford, Connecticut, es el hijo de Nick Fradiani III, un músico, y Elizabeth Fradiani. Él es tanto de ascendencia italiana e irlandesa. Su padre fue quien lo guio en el mundo de la música, llevándolo a tocar en clubes, restaurantes y en los cruceros. Él enseñó a su hijo a tocar la batería, dándole un set de batería cuando tenía dos años de edad, seguido por el piano y más tarde la guitarra. Nick Fradiani tiene una hermana, Kristen Fradiani, que nació un día antes de su sexto cumpleaños el 14 de noviembre de 1991. Nick Fradiani actualmente reside en Nashville, Tennessee.
Nick Fradiani se graduó de Guilford High School en 2004 y creció con Katie Stevens. Nick Fradiani tiene una licenciatura en historia en la Universidad de Wheaton, Norton, Massachusetts. Tiene su propia banda, donde él es solista, también ocupó un puesto de trabajo durante el día como vendedor de software de ordenador durante un par de meses. Después de obtener un título en Historia, Nick Fradiani intermitentemente trabajó como maestro sustituto en las escuelas mientras, se le presentaba de vez en cuando la oportunidad de tocar con su banda en bares locales.
Nick Fradiani llegó a ser bien conocido por sus portadas de Matchbox Twenty y sus versiones de las canciones de Katy Perry que canta religiosamente en todos sus conciertos.

## Carrera Laboral

### 2011-2014: Beach Avenue
Nick Fradiani aumento su popolaridad regional como el cantante de la banda de pop/rock con sede en Milford, Connecticut, Beach Avenue cuando ganaron la Batalla de las Bandas en el Mohegan Sun en 2011. La banda de cinco miembros en 2014, lanzaron dos sencillos:. "llegando a su manera" y "Feel the beat". Los miembros de la banda son:
- Nick Fradiani - voz principal y guitarra
- Nick Abraham - guitarra, voz secundaria
- Nick Fradiani III (el padre de Fradiani) - Piano y coros
- Jonás Ferrigno - Bajo
- Ryan Zipp - Batería

Tres miembros de la banda, Nick Fradiani, Nick Abraham y Ryan Zipp ganaron reconocimiento nacional en 2014, cuando compitieron en la novena temporada del reality show de talentos de America's Got Talent, cantando su canción, "Biggest Career Break".Nick Fradiani cantó la canción en el programa como su "mayor interrupción de la carrera". La audición se emitió en la NBC en julio de 2014, y la canción entró en los sencillos de iTunes Pop Chart alcanzando el puesto #53; vendió 6.000 copias en la primera semana después de la audición televisada. Los cuatro jueces votaron "sí" para la banda para ir a la siguiente ronda. La banda llegó a la "Semana de Juicio", emitida entre el 22 y 23 de julio de 2014 antes de la eliminación. La canción se mantuvo en el Top 200 por más de dos semanas, vendiendo más de 10.000 copias

### 2015:American Idol
Nick Fradiani audicionó en la ciudad de Nueva York, para ser parte de American Idol 14 con la canción de "In Your Eyes". Durante la Semana de Hollywood, cantó " Babilonia ", de David Gray . Cantó Tren " 's Drops of Jupiter " durante el House of Blues de escaparate, ganando su lugar en el Top 24. Él fue anunciado como el ganador de la temporada el 13 de mayo de 2015, con Clark Beckham acabado en segunda posición. La canción con la que ganó Nick Fradiani, es una canción compuesta por el mismo y se titula; "Beautiful Life", grabado en el sello Big Machine. "Beautiful Life", fue el Himno Oficial de la Copa Mundial Femenina de Fútbol de 2015.
Actuaciones
| Semana                  | Canción                                           | Artista original                         |
| ----------------------- | ------------------------------------------------- | ---------------------------------------- |
| Audiciones              | "In Your Eyes"                                    | Peter Gabriel                            |
| Semana Hollywood        | "Rude"                                            | Magic!                                   |
| Semana Hollywood        | "Babylon"                                         | David Gray                               |
| House of Blues (Top 48) | "Drops of Jupiter"                                | Train                                    |
| Top 24                  | "Thinking Out Loud"                               | Ed Sheeran                               |
| Top 16                  | "Signed, Sealed, Delivered I'm Yours"             | Stevie Wonder                            |
| Top 12                  | "In Your Eyes"                                    | Peter Gabriel                            |
| Top 11 (primera semana) | "Wake Me Up"                                      | Avicii                                   |
| Top 11 (segunda semana) | "Danger Zone"                                     | Kenny Loggins                            |
| Top 9                   | "Man in the Mirror"                               | Michael Jackson                          |
| Top 8                   | "Catch My Breath"                                 | Kelly Clarkson                           |
| Top 7                   | "Teenage Dream"                                   | Katy Perry                               |
| Top 6                   | "American Girl" Only the Good Die Young"          | Tom Petty Billy Joel                     |
| Top 5                   | "Harder to Breathe" Maggie May"                   | Maroon 5 Rod Stewart                     |
| Top 4                   | "Bright Lights" "What Hurts the Most"             | Matchbox Twenty Mark Willis              |
| Top 3                   | "Because the Night" Back Home" "I'll Be"          | Patti Smith Andy Grammer Edwin McCain    |
| Top 2                   | "Bright Lights" I Won't Give Up" "Beautiful Life" | Matchbox Twenty Jason Mraz Nick Fradiani |
| Final                   | "Back Home" "Honey, I'm Good."                    | Andy Grammer                             |

### 2015-presente: Nuevo álbum
Tras la victoria de American Idol 14, Nick Fradiani, su sello ofreció una no diana PledgeMusic campaña de pre-pedidos y ventas de mercancías . Durante las seis semanas antes del comienzo de los American Idols Live! la gira, Nick Fradiani jugó una serie de conciertos patrocinadas, además de trabajar en nuevas canciones con escritores como Paul Doucette. En septiembre, tras el final de la gira, el comenzó a trabajar en un nuevo disco.
El 12 de febrero de 2015, Nick Fradiani apareció en American Idol 15 para guiar y ser dúo en el Top 24 a los concursantes Thomas Stringfellow y Gianna Isabella. Como parte de los ensayos de tutoría con Isabella, en el programa se emitió un breve video de Nick Fradiani preparando su próximo single, "Get You Home", que también coescribió con Nolan Sipe, Jaden Michaels, y Rykeyz. La misma noche, Nick Fradiani compartió un fragmento más largo, que incluye una muestra de Young MC's "Busta Move". En una entrevista con Ralphie Aversa durante el backstage de los Grammy, Nick Fradiani describe "Get You Home" como "la canción más destacada del último álbum". En varias entrevistas, él mencionó que él coescribió todas las canciones del álbum, para lo cual se completó la grabación a principios de febrero.
También durante la prensa de pre-Grammy, Nick Fradiani reveló que el sencillo será lanzado antes del final de American Idol 15.

## Discografía
| N.º | Título             | Duración |  |
| 1.  | «Believe»          | 3:13     |  |
| 2.  | «Run»              | 3:35     |  |
| 3.  | «Keep On Holding»  | 3:38     |  |
| 4.  | «Interlude»        | 0:30     |  |
| 5.  | «Can't Get Enough» | 3:36     |  |
| 6.  | «Come Home»        | 3:50     |  |

| N.º | Título                           | Duración |  |
| 1.  | «Take Me Home»                   | 2:55     |  |
| 2.  | «Dangerous» (feat. David Miller) | 2:55     |  |
| 3.  | «Freight Train»                  | 2:53     |  |
| 4.  | «Songman»                        | 4:28     |  |
| 5.  | «Driving That Road»              | 3:27     |  |

| N.º | Título                   | Duración |  |
| 1.  | «Merry Little Christmas» | 3:08     |  |
| 2.  | «Little Drummer Boy»     | 3:00     |  |
| 3.  | «White Christmas»        | 2:44     |  |

### Canciones

#### Beach Avenue
| Año  | Título                                                        | Ventas      |
| ---- | ------------------------------------------------------------- | ----------- |
| 2013 | "Songman"                                                     |             |
| 2014 | "Coming Your Way" (interpretada durante America's Got Talent) | - US: 6,000 |
| 2014 | "Feel the Beat"                                               |             |
| 2014 | "Centuries" cover acústico, performance de Fall Out Boy.      |             |

#### Solo
| Año  | Título                  | Tabla de posiciones | Tabla de posiciones | Tabla de posiciones | Tabla de posiciones | Ventas       |
| Año  | Título                  | US                  | US Hot AC           | US Digital          | CAN Digital         | Ventas       |
| ---- | ----------------------- | ------------------- | ------------------- | ------------------- | ------------------- | ------------ |
| 2011 | "Billboard"             | —                   | —                   | —                   | —                   |              |
| 2011 | "Call Me Back (RoMayo)" | —                   | —                   | —                   | —                   |              |
| 2015 | "Beautiful Life"        | 93                  | 29                  | 22                  | 48                  | - US: 50,000 |